# Hololive Production
Hololive Production (Nhật: ホロライブプロダクション Hepburn: Hororaibu Purodakushon), được viết cách điệu là hololive production, là một công ty quản lý tài năng YouTuber ảo (Virtual YouTuber, viết tắt là VTuber) thuộc quyền sở hữu của COVER Corporation. Tính đến tháng 6 năm 2024, họ đang quản lí 85 tài năng khác nhau đến từ tất cả các chi nhánh của công ty với tổng số hơn 80 triệu người đăng ký, bao gồm một số VTuber được đăng ký nhiều nhất trên YouTube.
Ban đầu "hololive" là tên ứng dụng stream 3D của COVER, sau khi thành lập thế hệ đầu tiên, cái tên hololive mới được dùng cho nhóm VTuber nữ của họ. Vào tháng 12 năm 2019, chi nhánh VTuber nữ là hololive được sát nhập vào chi nhánh VTuber nam là HOLOSTARS và hãng âm nhạc INoNaKa (INNK) Music để tạo thành một hãng duy nhất là "hololive production".

## Lịch sử

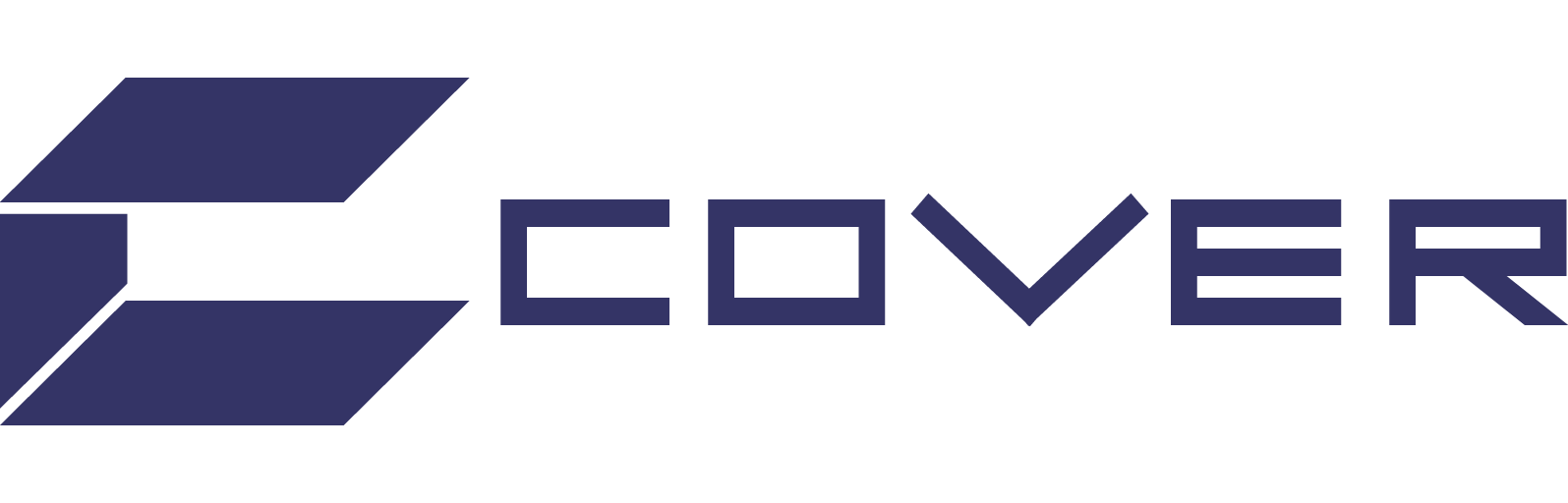
Logo của COVER từ 2016 đến 2019

### 2016-19: Khởi đầu và phát triển
Cover Corporation (カバー株式会社 Kabā Kabushiki-gaisha), viết cách điệu là COVER Corporation, được thành lập vào ngày 13 tháng 6 năm 2016 bởi Motoaki "Yagoo" Tanigo, ông là một nhà phát triển các nhân vật trò chơi điện tử từng cộng tác với Sanrio tại công ty sáng tạo nội dung Imagineer và từng thành lập nhiều công ty khởi nghiệp khác nhau. COVER vốn là một công ty phát triển các phần mềm thực tế ảo (VR) và tương tác thực tế ảo (AR), được tài trợ từ vườn ươm doanh nghiệp Tokyo VR Startups và Recruit.
Cuối tháng 3 năm 2017, COVER đã tung ra một bản demo phần mềm ghi hình chuyển động chuyên dùng cho livestream. Theo Tanigo, ý tưởng về một nhóm idol VTuber đã được lấy cảm hứng từ các nhân vật ảo khác như Kizuna A.I và Hatsune Miku.
COVER ra mắt Tokino Sora (ときのそら) vào ngày 7 tháng 9 năm 2017, cô là VTuber đầu tiên của công ty lúc bấy giờ và của cả hololive hiện tại. Ngày 21 tháng 12, COVER phát hành ứng dụng hololive, giúp người dùng iOS và Android có thể xem nhân vật Live2D bằng công nghệ AR. Vào ngày 5 tháng 4 năm 2018, COVER đã xóa các tính năng AR của ứng dụng và thay đổi nó thành một công cụ để ánh xạ các chuyển động trên khuôn mặt của người dùng vào hình đại diện hoạt hình theo thời gian thực. Bản cập nhật này cho phép thử giọng tại nhà bằng iPhone X. Thế hệ VTuber đầu tiên của hololive ra mắt từ tháng 5 đến tháng 6 năm 2018 và thế hệ thứ hai tiếp theo vào tháng 8 và tháng 9. hololive Gamers, một nhóm chuyên stream trò chơi, đã ra mắt vào tháng 12 năm 2018 và tháng 4 năm 2019.
Vào ngày 8 tháng 1 năm 2019, hololive thông báo rằng họ đã kí hợp đồng với bilibili, một nền tảng chia sẻ video ở Trung Quốc đại lục, để mở 15 kênh cho các tài năng của họ để stream đồng thời ở đây và ở YouTube. Bên cạnh đó, họ cũng hợp tác với các tình nguyện viên ở Trung Quốc để dịch các video về hololive và sáng tạo nội dung ở thị trường Trung Quốc. Vào ngày 17 tháng 5, COVER đã mở các cuộc thử giọng tài năng lâu dài ở Trung Quốc và Nhật Bản.
Ngày 19 tháng 5 sau đó, họ thành lập một hãng âm nhạc INoNaKa (INNK) Music, với sự tham gia của AZKi và một VTuber độc lập khác tên là Hoshimachi Suisei. Ngày 27 thánh 5, COVER đã cho ra mắt một chi nhánh VTuber nam mới tên là HOLOSTARS, các thành viên khác ra mắt vào tháng 9 và tháng 10 trong cùng năm. Thế hệ thứ 2 của Holostars ra mắt vào tháng 12 năm 2019 và thế hệ thứ 3 được ra mắt vào tháng 5 năm 2020. Thế hệ thứ 3 của hololive, "hololive Fantasy", ra mắt từ tháng 7 đến tháng 8 năm 2019. Thế hệ thứ nhất của hololive China, một chi nhánh gồm các tài năng nói tiếng Trung hoạt động trên bilibili, ra mắt từ tháng 9 năm 2019 đến tháng 1 năm 2020. Thế hệ thứ 2 của hololive China sau đó ra mắt vào tháng 4 năm 2020.
Vào ngày 2 tháng 12, COVER hợp nhất hololive, INNK Music và HOLOSTARS dưới một cái tên mới là hololive production; nhưng cả ba chi nhánh vẫn hoạt động theo từng đội quản lý riêng. Cũng trong ngày hôm đó, Hoshimachi Suisei chuyển từ INNK Music sang hololive, khiến AZKi trở thành thành viên duy nhất của INNK Music. Thế hệ thứ 4 của hololive cũng được giới thiệu ngay sau đó vào cuối tháng 12 vào đầu tháng 1 năm 2020.

### 2020-nay: Mở rộng

Ảnh minh họa quảng cáo cho buổi hòa nhạc "Link Your Wish" có tất cả các VTuber nữ của hololive còn hoạt động cho đến tháng 1 năm 2022.

Vào ngày 24 tháng 1 năm 2020, COVER tổ chức "hololive 1st fes. Nonstop Story" tại sân Toyosu ở Kōtō, Tokyo với AZKi và 22 thành viên tính đến thế hệ thứ 4 của hololive. Theo PANORA, một trang thông tin về VTuber cho biết, đây là một sự kiện lớn nhất từng được diễn ra trong lịch sử VTuber. "Nonstop Story" được 3000 người tham gia trên trang web và "hàng chục ngàn người" xem thông qua hình thức livestream. Vào ngày 21 và 22 tháng 12, 2020, COVER đã tổ chức "hololive 2nd fes. Beyond the Stage", phần tiếp theo của buổi phát trực tiếp trả tiền cho mỗi lần xem trong hai ngày cho "Nonstop Story", với sự tham gia của các thành viên thế hệ thứ 4 như một tiết mục mở màn, ngoài ra còn có sự hợp tác với công ty giải trí Bushiroad của Nhật Bản  Khi buổi hòa nhạc kết thúc, COVER đã thông báo về hololive's first original-only concert có tên là "hololive Idol Project 1st Live 'Bloom,'" được tổ chức vào 17 tháng 2, 2021 tại Tokyo Garden Theatre (buổi xem trực tiếp sau đó đã bị hủy bỏ).
Vào cuối buổi hòa nhạc, COVER đã thông báo về một dự án đa phương tiện có tên là hololive Alternative, phát hành một promotional video. Vào 8 tháng 8, 2021, hololive đã thông báo một dự án kinh dị của mình có tên là "hololive ERROR" với một đoạn giới thiệu live-action có sự góp mặt của Tokino Sora. Dự án được tiết lộ là một tựa game kinh dị với các thành viên hololive đóng vai NPC trong trò chơi. Tựa game được phát hành miễn phí vào 7 tháng 1, 2022 bằng tiếng Nhật.
Một chi nhánh bao gồm các VTuber nói tiếng Indonesia tên là hololive Indonesia đã ra mắt thế hệ đầu tiên vào tháng 4 năm 2020;, thế hệ thứ 2 của chi nhánh được ra mắt vào tháng 12 năm 2020 và thế hệ thứ 3 sẽ được ra mắt vào cuối tháng 3 năm 2022. Thế hệ thứ 5 của chi nhánh hololive chính được ra mắt vào tháng 8 năm 2020. Một chi nhánh hololive nói tiếng Anh mới, hololive English, được ra mắt vào tháng 9 năm 2020. IRyS, "VSinger" nói tiếng Anh, được ra mắt như là một phần của "Project: Hope" vào 11 tháng 7, 2021. hololive Council, một thế hệ VTuber sử dụng tiếng Anh mới được ra mắt vào 22 tháng 8, 2021. Thế hệ thứ 6 của chi nhánh hololive chính được ra mắt vào cuối tháng 11, 2021.
Vào ngày 29 tháng 12, 2021, COVER thông báo rằng sẽ chuyển AZKi từ INNK sang chi nhánh hololive chính. Là một phần của sự chuyển giao, INNK sẽ bị giải thể và người thành lập Tsuranimizu sẽ từ chức khỏi vị trí quản lý của AZKi. Quá trình này hoàn thành vào tháng 4 năm 2022.
Vào ngày 24 tháng 2, 2022, COVER Corporation sẽ chấm dứt hợp đồng với Uruha Rushia của hololive thế hệ thứ 3 với lý do vi phạm hợp đồng và "khiến công ty tổn hại về danh tiếng". Vào thời điểm chấm dứt hợp đồng, Uruha Rushia là người kiếm được tiền từ Super Chat nhiều nhất trên YouTube; trong hololive Production, cô là người thứ hai giữ danh hiệu này sau Kiryu Coco, người đã tốt nghiệp vào năm 2021.
Vào ngày 12 tháng 7, 2022, COVER thông báo rằng thành viên Tsukumo Sana của hololive English sẽ tốt nghiệp vào cuối tháng.
Sau khi thế hệ mới của HOLOSTARS, "UPROAR!!", được ra mắt vào cuối tháng 3 năm 2022, COVER thông báo thành lập nhóm VTuber nam nói tiếng Anh đầu tiên của mình, HOLOSTARS English -TEMPUS- vào tháng 7 cùng năm, các thành viên lần lượt được debut vào ngày 23 và ngày 24 theo giờ Việt Nam.

### Sự cố

#### Sự cố của Mano Aloe
Sau khi Mano Aloe ra mắt vào ngày 15 tháng 8, một cá nhân vô danh đã đăng lên video buổi stream thử của cô ở Twitcasting, nội dung để thử mẫu Live2D mới của cô; đồng thời cũng lộ ra thông tin cá nhân của cô và danh tính một người có giới tính nam. Aloe giải thích trong buổi stream ngày 17 tháng 8 của mình, rằng video đó đã được sự đồng ý của quản lý, và cô đã không xóa đi, từ đó gây ra sự cố đáng tiếc trên. Vào cùng ngày, COVER đã thông báo Aloe bị phạt cấm stream trong vòng 2 tuần, và gửi lời xin lỗi với cộng đồng và các bên liên quan.
Vào ngày 31 tháng 8, ngày mà Aloe được quay lại stream, COVER đưa ra một thông báo Aloe quyết định sẽ rời hololive vì căng thẳng cực độ. COVER sau đó đã đưa ra tuyên bố về việc nếu có quấy rối các thành viên của họ trong tương lai, họ sẽ đưa chuyện này ra pháp luật để truy tìm những người cố tình để lộ thông tin cá nhân của các thành viên trong hololive production và thành lập một hệ thống tố cáo để tìm các sự cố tương tự.

#### Sự cố Đài Loan và sự tan rã của hololive China
Vào tháng 9 năm 2020, Kiryu Coco và Akai Haato đã đề cập đến Đài Loan trong khi đang phân tích số lượng người xem trên kênh YouTube và đã liệt kê Đài Loan như là một quốc gia chính thức riêng biệt với Trung Quốc đại lục. Điều này đã gây ra sự phẫn nộ trong cộng đồng người hâm mộ ở Trung Quốc đại lục dẫn đến một lời xin lỗi từ COVER với người hâm mộ trên thế giới bằng tiếng Nhật, tiếng Anh và tiếng Trung vào 27 tháng 9. Trong đó, công ty quy lỗi cho các tài năng vì đã "đưa ra những tuyên bố thiếu nhạy cảm với một số quốc tịch nhất định" và "tiết lộ thông tin phân tích bí mật của kênh YouTube". Mỗi người bị đình chỉ ba tuần đối với tất cả các hoạt động.
Trong một tuyên bố riêng chỉ dành cho người Trung Quốc được đăng trước đó trên bilibili, COVER đã nói rằng những bình luận của Coco và Haato không phản ánh chính sách của họ đối với Trung Quốc và tái khẳng định sự ủng hộ đối với chính sách Một Trung Quốc và cam kết hoạt động kinh doanh tại quốc gia này. Ba ngày sau, công ty đã đưa ra một tuyên bố khác giải quyết sự khác biệt giữa các thông báo, nói rằng tuyên bố của mình trên bilibili đã được đưa ra do "mong muốn điều chỉnh nó cho phù hợp với nhu cầu của khán giả". COVER đã xin lỗi về sự nhầm lẫn mà họ gây ra và đã thông báo các thay đổi trong việc đưa ra các tuyên bố dành riêng cho từng khu vực, đồng thời họ cũng thành lập một ủy ban để để đối phó với những tình huống như thế này trong tương lai. Kiryu Coco và Akai Haato đã được phép stream trở lại vào ngày 19 tháng 10.
Sau một loạt các vụ "quấy rối, báo cáo và tẩy chay rõ ràng trên bilibili", tất cả sáu thành viên của hololive China đã tốt nghiệp vào các ngày khác nhau vào cuối năm 2020.

## Thương mại
Cùng với đối thủ cạnh tranh chính là Nijisanji, một công ty quản lý VTuber thuộc sở hữu của Anycolor, Inc., hololive production thống trị thị trường VTuber cho đến năm 2020. Bằng cách "khai thác giá trị giải trí của cả phát trực tiếp và các nhóm nhạc thần tượng J-pop", COVER hoạt động ở quy mô không thể thực hiện đối với các VTuber độc lập và đã sử dụng nguồn tài trợ của mình để tạo ra hàng hóa, sản xuất âm nhạc và tổ chức các sự kiện 3D trực tiếp. Tính tới 2021, COVER đã có 3 đợt tài trợ chính:
- Tháng 8 năm 2017 – 30 triệu yên (280,000 USD) trong khoản tài trợ hạt giống các công ty đầu tư mạo hiểm Mizuho Capital, TLM và các nhà đầu tư thiên thần
- Tháng 6 năm 2018 – 200 triệu yên (1,9 triệu USD) trong một vòng gọi vốn Series A từ GREE Ventures, OLM Ventures và Mizuho Capital
- Tháng 5 năm 2020 – 700 triệu yên (6,6 triệu USD) từ nhiều nguồn khác nhau, bao gồm Hakuhodo DY Ventures và SMBC Venture Capital

Nhiều streamer của hololive làm việc toàn thời gian trong khi đó những người khác làm như một công việc phụ. Kiryu Coco đã kiếm được xấp xỉ 85 triệu yên (810.000 USD) thông qua hệ thống quyên góp Super Chat tính đến tháng 8 năm 2020, điều này khiến cô trở thành người kiếm được từ Super Chat nhiều nhất mọi thời đại theo trang web thu thập dữ liệu Playboard. Bốn thành viên khác của hololive cũng nằm trong số mười người kiếm được nhiều nhất thông qua hình thức này.
Tính tới tháng 9 năm 2020, tất cả các kênh hololive có tổng cộng hơn 10 triệu lượt người đăng kí trên YouTube và hơn 10 triệu lượt người đăng kí bổ sung trên nền tảng bilibili của Trung Quốc. Tính đến  tháng 11 năm 2021, công ty sở hữu hơn 50 triệu lượt đăng ký trên hơn 50 kênh khác nhau YouTube. Vào 22 tháng 10, VTuber nói tiếng Anh Gawr Gura trở thành thành viên đầu tiên của hololive đạt được 1 triệu lượt đăng kí trên YouTube; vào 17 tháng 1, 2021, cô trở thành thành viên đầu tiên của hololive đạt được 2 triệu lượt người đăng kí trên nền tảng và là VTuber thứ hai làm được điều đó sau Kizuna AI. Gawr Gura trở thành VTuber đầu tiên đạt được 3 triệu lượt đăng kí trên YouTube vào ngày 4 tháng 7, vượt qua Kizuna AI với 2.97 triệu vào 30 tháng 6.
CEO Motoaki Tanigo được Forbes Japan chọn là 1 trong 20 doanh nhân hàng đầu của Nhật Bản trong ấn phẩm tháng 1 năm 2022.

## Thành viên
Dưới đây là tất cả các thành viên đang hoạt động và đã tốt nghiệp hololive. Công ty cũng bao gồm các VTubers không có kênh cá nhân của riêng họ nhưng thay vào đó họ hoạt động như một phần của "nhân viên" của hololive, tham gia vào các hoạt động trên kênh chính thức của công ty như Yuujin A (友人A) (còn được gọi là A-chan) và Harusaki Nodoka (春先のどか).
Những người đã tốt nghiệp hoặc bị chấm dứt hợp đồng được đánh dấu bằng ký hiệu (‡).

### hololive
Không thuộc một thế hệ nào (Thế hệ 0)
- Tokino Sora [ja] (ときのそら?)
- Roboco [ja] (ロボ子?)
- Sakura Miko [ja] (さくらみこ?)
- Hoshimachi Suisei (星街すいせい?)
- AZKi[ja] (さくらみこ?)[c]

Thế hệ thứ nhất
- ‡ Yozora Mel [ja] (夜空メル?)
- Aki Rosenthal [ja] (アキ・ローゼンタール?)
- Akai Haato [ja] (赤井はあと?)
- Shirakami Fubuki [ja] (白上フブキ?)
- Natsuiro Matsuri [ja] (夏色まつり?)
- ‡ Hitomi Chris (人見クリス?)

Thế hệ thứ 2
- ‡ Minato Aqua [ja] (湊あくあ?)
- Murasaki Shion [ja] (紫咲シオン?)
- Nakiri Ayame [ja] (百鬼あやめ?)
- Yuzuki Choco [ja] (癒月ちょこ?)
- Oozora Subaru [ja] (大空スバル?)

hololive Gamers
- Shirakami Fubuki [ja] (白上フブキ?)
- Ookami Mio [ja] (大神ミオ?)
- Nekomata Okayu [ja] (猫又おかゆ?)
- Inugami Korone [ja] (戌神ころね?)

Thế hệ thứ 3 (hololive Fantasy)
- Usada Pekora [ja] (兎田ぺこら?)
- ‡[67] Uruha Rushia [ja] (潤羽るしあ?)
- Shiranui Flare [ja] (不知火フレア?)
- Shirogane Noel [ja] (白銀ノエル?)
- Houshou Marine [ja] (宝鐘マリン?)

Thế hệ thứ 4
- Amane Kanata [ja] (天音かなた?)
- ‡[68] Kiryu Coco [ja] (桐生ココ?)
- Tsunomaki Watame [ja] (角巻わため?)
- Tokoyami Towa [ja] (常闇トワ?)
- Himemori Luna [ja] (姫森ルーナ?)

Thế hệ thứ 5
- Yukihana Lamy [ja] (雪花ラミィ?)
- Momosuzu Nene [ja] (桃鈴ねね?)
- Shishiro Botan [ja] (獅白ぼたん?)
- ‡ Mano Aloe (魔乃アロエ?)
- Omaru Polka [ja] (尾丸ポルカ?)

Thế hệ thứ 6 (Tổ chức bí mật holoX)
- La+ Darknesss [ja] (ラプラス・ダークネス?)
- Takane Lui [ja] (鷹嶺ルイ?)
- Hakui Koyori [ja] (博衣こより?)
- Sakamata Chloe [ja] (沙花叉クロヱ?)
- Kazama Iroha [ja] (風真いろは?)

### hololive English
Myth
- Mori Calliope [ja] (森カリオペ?)[69]
- Takanashi Kiara [ja] (小鳥遊キアラ?)
- Ninomae Ina'nis [ja] (一伊那尓栖?)
- Gawr Gura (がうる・ぐら?)
- Watson Amelia (ワトソン・アメリア?)

Promise
- ‡ Tsukumo Sana (九十九佐命?)
- IRyS (アイリス?)
- Ceres Fauna (セレス・ファウナ?)
- Ouro Kronii (オーロ・クロニー?)
- Nanashi Mumei (七詩ムメイ?)
- Hakos Baelz (ハコス・ベールズ?)

Advent
- Shiori Novella (シオリ・ノヴェラ?)
- Koseki Bijou (古石ビジュー?)
- Nerissa Ravencroft (ネリッサ・レイヴンクロフト?)
- Fuwawa Abyssgard (フワワ・アビスガード?)[d]
- Mococo Abyssgard (モココ・アビスガード?)[d]

Justice
- Elizabeth Rose Bloodflame (エリザベス・ローズ・ブラッドフレイム?)
- Gigi Murin (ジジ・ムリン?)
- Cecilia Immergreen (セシリア・イマーグリーン?)
- Raora Panthera (ラオーラ・パンテーラ?)

### hololive Indonesia
Thế hệ thứ nhất
- Ayunda Risu (アユンダ・リス?)
- Moona Hoshinova (ムーナ・ホシノヴァ?)
- Airani Iofifteen (アイラニ・イオフィフティーン?)

Thế hệ thứ 2
- Kureiji Ollie (クレイジー・オリー?)
- Anya Melfissa (アーニャ・メルフィッサ?)
- Pavolia Reine (パヴォリア・レイネ?)

Thế hệ thứ 3
- Vestia Zeta (ベスティア・ゼータ?)
- Kaela Kovalskia (カエラ・コヴァルスキア?)
- Kobo Kanaeru (こぼ・かなえる?)

### Hololive DEV_IS
ReGLOSS
- Hiodoshi Ao (火威青?)
- Otonose Kanade (音乃瀬奏?)
- Ichijou Ririka (一条莉々華?)
- Juufuutei Raden (儒烏風亭らでん?)
- Todoroki Hajime (轟はじめ?)

FLOW GLOW
- Isaki Riona (響咲リオナ?)
- Koganei Niko (虎金妃笑虎?)
- Mizumiya Su (水宮枢?)
- Rindo Chihaya (輪堂 千速?)
- Kikirara Vivi (綺々羅々ヴィヴィ?)

### HOLOSTARS
Thế hệ thứ nhất
- Hanasaki Miyabi (花咲みやび?)
- ‡ Kagami Kira (鏡見キラ?)
- Kanade Izuru (奏手イヅル?)
- ‡ Yakushiji Suzaku (薬師寺朱雀?)
- Arurandeisu (アルランディス?)
- Rikka (律可?)

Thế hệ thứ 2 (SunTempo)
- Astel Leda (アステル・レダ?)
- Kishido Temma (岸堂天真?)
- Yukoku Roberu (夕刻ロベル?)

Thế hệ thứ 3 (MaFia)
- ‡ Tsukishita Kaoru (月下カオル?)
- Kageyama Shien (影山シエン?)
- Aragami Oga (荒咬オウガ?)

UPROAR!!
- Yatogami Fuma (夜十神封魔?)
- Utsugi Uyu (羽継烏有?)
- ‡ Hizaki Gamma (緋崎ガンマ?)
- Minase Rio (水無世燐央?)

### HOLOSTARS English
TEMPUS Headquarters
- Regis Altare (リージス・アルテア?)
- ‡ Magni Dezmond (マグニ・デズモンド?)
- Axel Syrios (アクセル・シリオス?)
- ‡ Noir Vesper (ノワール・ヴェスパー?)

TEMPUS Vanguard
- Gavis Bettel (ガビス・ベッテル?)
- Machina X Flayon (マキナ・X・フレオン?)
- Banzoin Hakka (万象院ハッカ?)
- Josuiji Shinri (定水寺シンリ?)

ARMIS
- Jurard T Rexford (ジュラルド・ティー・レクスフォード?)
- Goldbullet (ゴールドブレット?)
- Octavio (オクタビオ?)
- Crimson Ruze (クリムゾン・ルーズ?)

### hololive China
Thế hệ thứ nhất
- ‡ Yogiri (夜霧)
- ‡ Civia (希薇娅)
- ‡ Spade Echo (黑桃影)

Thế hệ thứ 2
- ‡ Doris (朵莉丝)
- ‡ Rosalyn (罗莎琳)
- ‡ Artia (阿媂娅)

## Truyền thông và sự kiện

### Âm nhạc

#### hololive

##### Bài hát
Tất cả các bản phát hành của nhóm cho đến nay đều được thực hiện bởi "hololive IDOL PROJECT", một nhóm bao gồm các tài năng khác nhau cho mỗi bản phát hành.
- "Shiny Smily Story"[75]
- "Yumemiru Sora He" (夢見る空へ?)[76]
- "Kirameki Rider☆" (キラメキライダー☆?)[76]
- "Halloween Night, Tonight!" (今宵はHalloween Night!?)[77]
- "Blue Clapper"[78]
- "Hyakka Ryoran Hanafubuki" (百花繚乱花吹雪?)[79]

- "Shijoshugi Adtruck" (至上主義アドトラック?)[80]
- "Candy-Go-Round"[81]
- "DAILY DAIRY" (でいり〜だいあり〜！?)[82]
- "Suspect"[83]
- "STARDUST SONG"[84]
- "Dreaming Days"[85]
- "AsuiroClearSky" (あすいろClearSky?)[86]

- "Prism Melody"[87]
- "Tonde K! hololive summer (飛んでK！ホロライブサマー?)[88]
- "hololive ondo" (ホロメン音頭?)[88]
- "Sparklers"[88]
- "Our Bright Parade"[89]
- "Seishun Archive" (青春アーカイブ?)[90]
- "Aventure Holic" (アバンチュール♡ホリック?)

##### Album
| Album   | Nghệ sĩ               | Ngày phát hành      | Mã sản phẩm | Thứ hạng cao nhất |
| ------- | --------------------- | ------------------- | ----------- | ----------------- |
| Bouquet | hololive IDOL PROJECT | 21 tháng 4 năm 2021 | HOLO-001    | 5 (Oricon)        |

##### Collab
- "Tsumari wa Itsumo Kujikenai!" (つまりはいつもくじけない！?)/"Make-Up True!" (めいくあっぷとぅるぅ！?) – 1 tháng 9, 2021, được thực hiện bởi sub-unit NEGI☆U (Minato Aqua, Oozora Subaru và Momosuzu Nene),[92] được sử dụng làm chủ đề kết thúc (ending theme) cho anime Jahy-sama wa Kujikenai!.[92] Ra mắt ở vị trí #17 trên Oricon Singles Chart.[93]
- Domination! All the World Is an Ocean (浸食!! 地球全域全おーしゃん?)[94] - thực hiện bởi UMISEA[e]
- madoromi (マドロミ?)[95] - thực hiện bởi Amane Kanata và Tokoyami Towa, OST của game Deep Insanity ASYLUM bởi Square Enix.
- ONIKEMODANCE (おにけもだんす?)[96] - Thực hiện bởi AyaFubuMi[f]
- Hozukibiyori (鬼灯日和?)[97] - Thực hiện bởi AyaFubuMi[f]
- It Comes Ryuuu And It Goes Kyuuu (りゅーーっときてきゅーーっ!!!?)[98] - Thực hiện bởi UMISEA[g]

#### HOLOSTARS
- "Just Follow Stars" – 28 tháng 6, 2021[99]
- "Pentas" – 1 tháng 12, 2021[h]
- "Magic Word Orchestra" – 21 tháng 12, 2021[i]
- "Journey to Find Stars" – 27 tháng 12, 2021[100]

### Sự kiện

#### Hololive
- hololive 1st Fes. Nonstop Story[101]
- hololive 2nd fes. Beyond the Stage[102]
- hololive 3rd fes. Link Your Wish & hololive SUPER EXPO 2022[103]
- hololive 4th fes. Our Bright Parade & hololive SUPER EXPO 2023[104]
- hololive English 1st Concert -Connect the World-[105]

#### HOLOSTARS
- HOLOSTARS 1st ACT -JOURNEY to FIND STARS!!-[106]
- HOLOSTARS 2nd ACT -GREAT VOYAGE to UNIVERSE!!-[107]